# Ślicznotka (hipopotam)
Ślicznotka (ros.  Красавица; ur. 1907; zm. 1951 w Leningradzie) – samica hipopotama nilowego mieszkająca w leningradzkim ogrodzie zoologicznym w latach 1911-1951. Historia Ślicznotki i jej opiekunki – Jewdokii Daszyny – stała się symbolem poświęcenia pracowników zoo dla ich podopiecznych podczas blokady Leningradu.

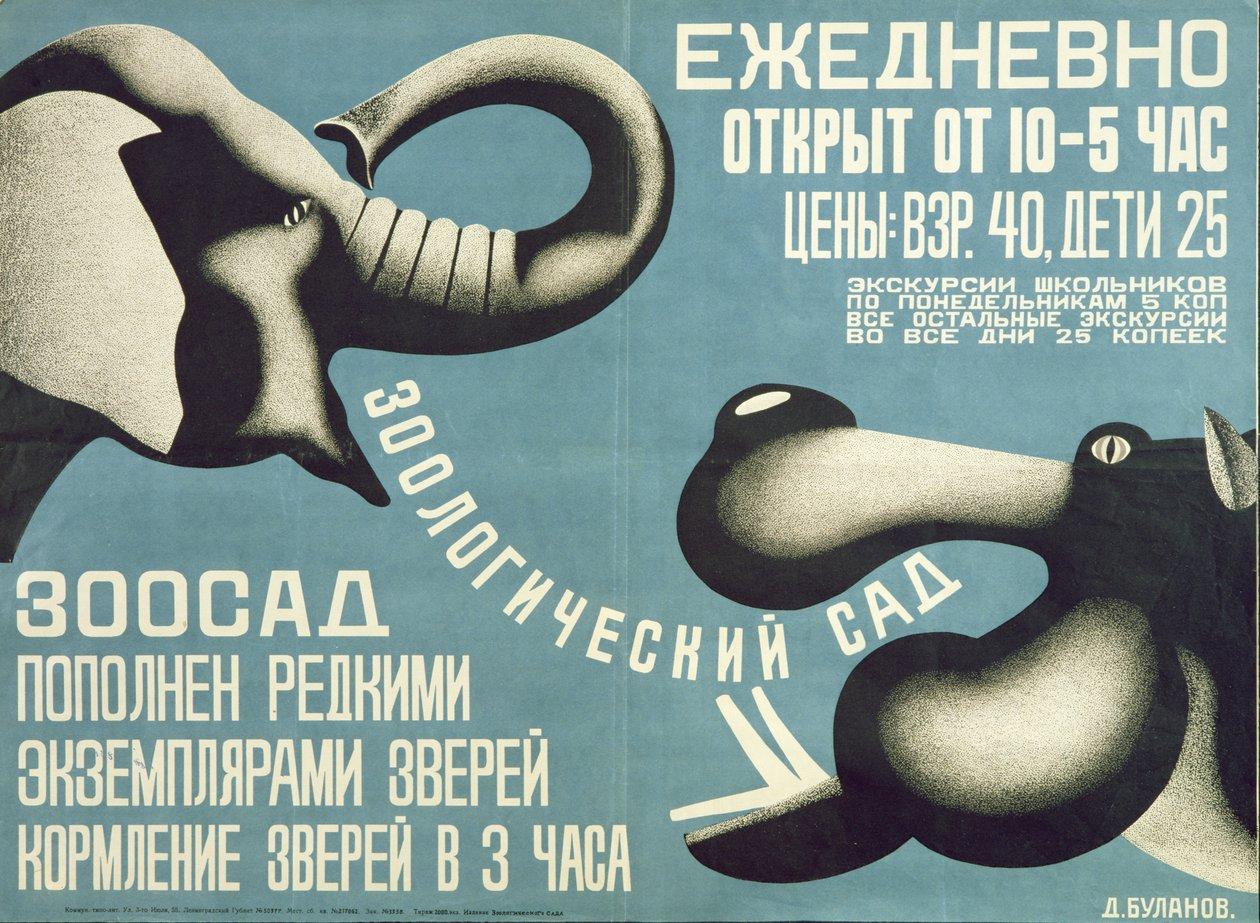
Plakat reklamowy leningradzkiego zoo z 1927 roku, przedstawiający słonicę Betty i hipopotamicę Ślicznotkę

Ślicznotka trafiła do Leningradu z hamburskiego zoo w 1911 roku, tego samego roku przywieziono również słonicę Betty. Oba zwierzęta zyskały popularność wśród zwiedzających. Jeszcze przed wybuchem II wojny światowej przedstawiciele berlińskiego ogrodu zoologicznego złożyły propozycję odkupienia Ślicznotki – która była jednym z największych hipopotamów ówcześnie zamieszkujących ogrody zoologiczne – bądź wymienienia jej na dwa inne osobniki tego samego gatunku, oferta została jednak odrzucona.  
Mimo że rada miejska Leningradu przyznała zoo specjalne racje siana i warzyw korzeniowych wyżywienie wszystkich mieszkańców zoo było w obliczu dotkliwych braków żywności coraz trudniejsze. Ślicznotka potrzebowała ok. 40 kg pożywienia dziennie, w tym celu Daszyna przygotowywała mieszankę, na którą składało się 36 kg gotowanych na parze trocin i tylko 4 kg warzyw. 
W wyniku niemieckich nalotów, zimą 1942 roku zniszczeniu uległa instalacja wodna, uniemożliwiając napełnianie wodą basenu na wybiegu hipopotamów. Daszyna codziennie woziła saniami wiadra z wodą, którą czerpała z Newy. Po zagrzaniu wody myła zwierzę, następnie nacierała skórę Ślicznotki kamforą, żeby zapobiec pękaniu jej skóry. Podczas nalotów Daszyna uspokajała hipopotamicę, pozostając z nią w pustym basenie. 
Hipopotamica przeżyła oblężenie Leningradu, zmarła w 1951 roku, w wieku 44 lat. 